# Championnats d'Europe d'athlétisme jeunesse
Les Championnats d'Europe d'athlétisme jeunesse sont les championnats d'Europe réservés aux cadets (moins de 18 ans), dont la 1re édition se déroule à Tbilissi (Géorgie) du 14 au 17 juillet 2016.
Le principe d'organiser une compétition réservée aux cadets tous les deux ans a été prise lors du congrès de l'EAA de Skopje en avril 2013. Ces championnats se déroulent en juillet tous les deux ans à partir de 2016. Le programme est le même que celui des Championnats du monde d'athlétisme jeunesse avec l'éventualité de rajouter le saut à la perche à l'octathlon. Au maximum deux athlètes par fédération et par épreuve seront autorisés à participer.
En avril 2014, Tbilissi a remporté l'organisation des championnats sur sa rivale Rieti (Italie). Le 23 avril 2016 à Amsterdam, la ville hongroise de Győr emporte la 2e édition de juillet  2018 et la ville italienne de Rieti l'édition suivante en 2020.

## Éditions
| Édition | Année | Ville           | Pays      | Date              | Stade                        | Épreuves |
| ------- | ----- | --------------- | --------- | ----------------- | ---------------------------- | -------- |
| 1       | 2016  | Tbilissi        | Géorgie   | 14–17 juillet     | Athletics Stadium of Tbilisi | 40       |
| 2       | 2018  | Győr            | Hongrie   | 5–8 juillet       | Olympic Sport Park           | 40       |
| -       | 2021  | Rieti           | Italie    | 26–29 août annulé | Stade Raul-Guidobaldi        | -        |
| 3       | 2022  | Jérusalem       | Israël    | 4–7 juillet       | Givat Ram Stadium            | 40       |
| 4       | 2024  | Banská Bystrica | Slovaquie |                   |                              |          |
| 5       | 2026  | Rieti           | Italie    |                   | Stade Raul-Guidobaldi        |          |